# Антикоммунистическое движение в Польше (1944—1953)

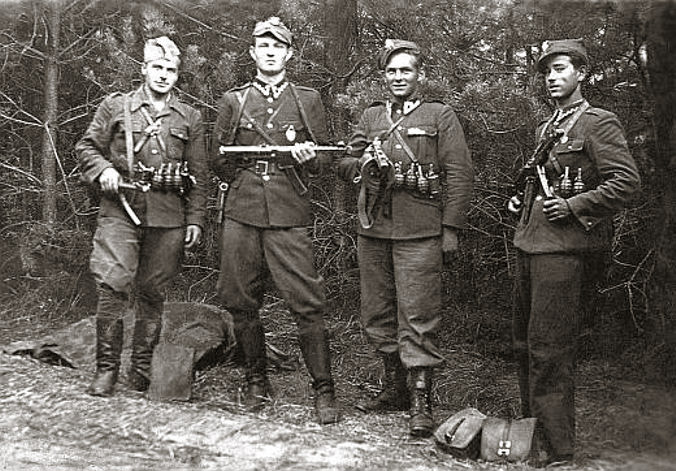
«Про́клятые солдаты» антикоммунистического подполья. Слева направо: Генрик Выбранковский «Тарзан» (убит в ноябре 1948), «Железный» (убит в октябре 1951), Мечислав Малецкий «Сокол» (убит в ноябре 1947), и Станислав Пакула, псевдоним «Кустарник». Фото: июнь 1947

Антикоммунистическое движение в Польше 1944—1953 годов, участники которого также известны как «про́клятые солдаты» или «отверженные солдаты» (пол. Żołnierze wyklęci) — борьба различных антисоветских и антикоммунистических подпольных организаций, сформированных на поздних этапах Второй мировой войны и после её окончания, против СССР и просоветского, коммунистического правительства Польской Народной Республики. Созданные отдельными членами Польского подпольного государства, эти тайные организации продолжали вооружённую борьбу до конца 1950-х годов. Среди их акций были нападения на недавно построенные коммунистами тюрьмы, покушения на сотрудников Министерства общественной безопасности, а также попытки освобождения арестованных. Удар вооружённых групп был перенесён на администрацию, активистов, сотрудничавших с польскими коммунистическими властями, национальные меньшинства (особенно украинцев,, евреев, и белорусов,), лиц, сочувствующих новой власти. Подполье делало ставку на вооружённый конфликт между СССР и странами Запада, результатом которого должно было стать восстановление Польши в довоенных границах на Востоке. Большинство антикоммунистических групп было уничтожено в  1940-х — начале 1950-х годов отрядами МОБ и НКВД СССР. Однако последний известный «проклятый солдат», Юзеф Франчак, был убит в засаде лишь в 1963 году, почти через 20 лет после оккупации Польши войсками Советского Союза.

## Предыстория

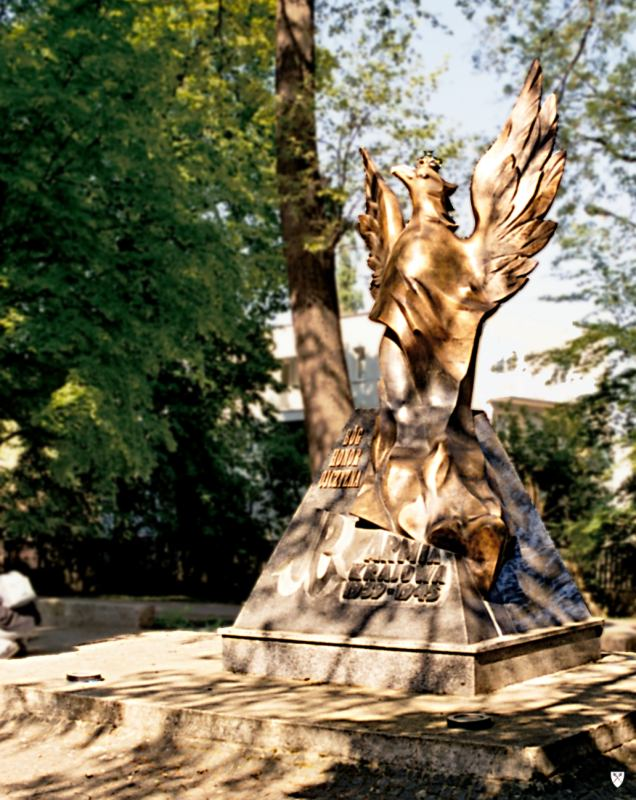
Монумент, посвящённый Армии Крайовой в городе Сопот, Польша

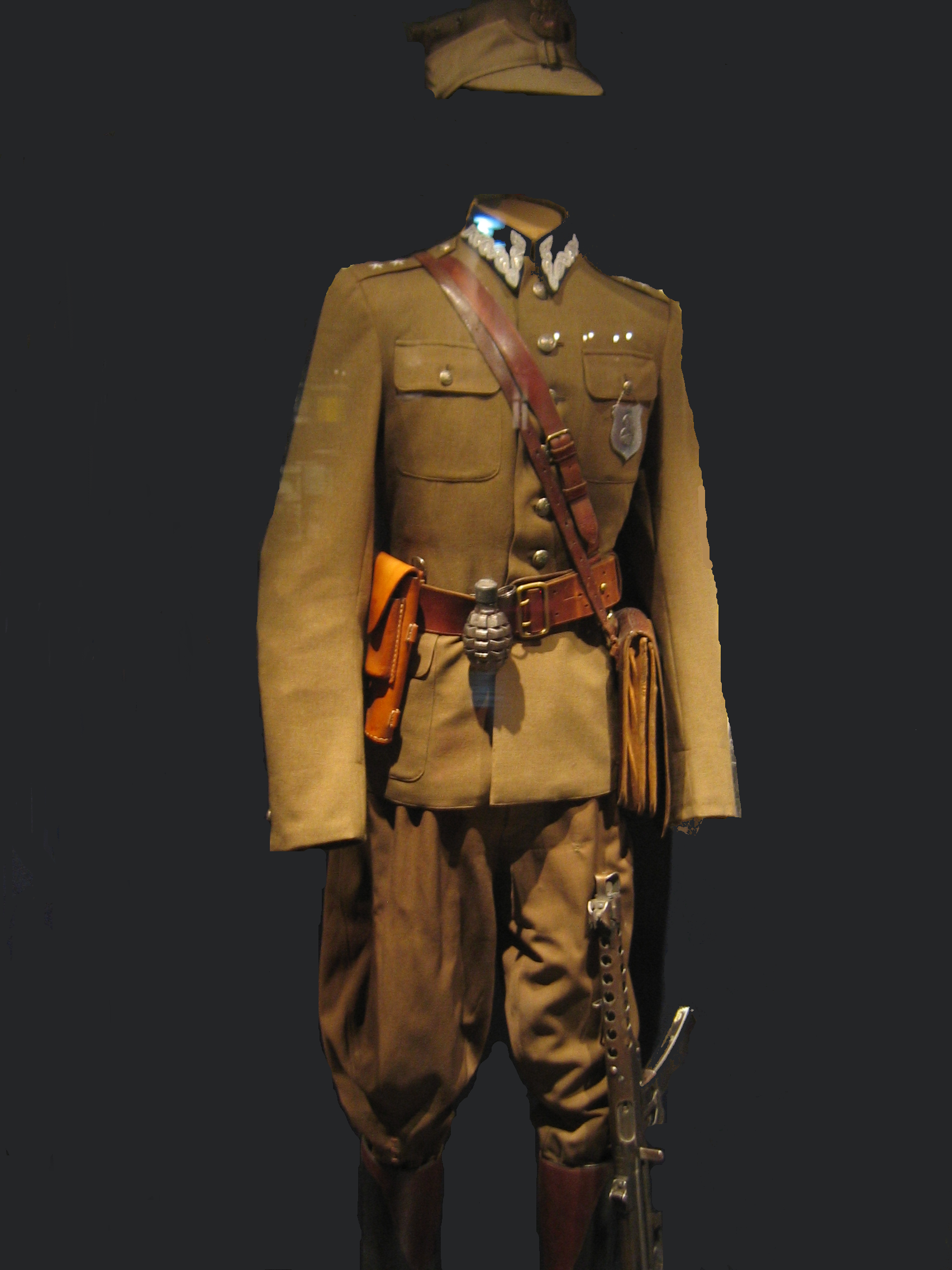
Униформа польского бойца Сопротивления, на нагрудном значке — образ Ченстоховской иконы Божьей Матери

Командованием СВБ-АК в 1941—1943 г.г. был разработан план действий «Барьер», предполагавший проведение крупномасштабных диверсий на железных дорогах в случае слишком поспешного отступления вермахта с целью задержания немецкого фронта на востоке, чтобы облегчить высадку союзников и одновременно затруднения наступления Красной Армии, АК вела антигерманскую и антисоветскую деятельность.  Руководство АК и Делегатуры исходило из доктрины «двух врагов» (Германия и СССР). Предполагалось, что все гражданские немцы, активисты коммунистических и просоветских организаций, и украинские националисты, в том числе, будут содержаться в специально созданных лагерях. Ошибочность геополитической концепции лондонского правительства Польши и военно-политического подполья, подчинявшегося лондонскому правительству, построенной на антисоветизме, породила убеждённость в возможности если не военного, то геополитического поражения СССР во Второй мировой войне. В конце сентября 1943 года в Вашингтоне от имени Объединённого комитета начальников штабов адмирал Уильям Леги официально заявил полковнику Миткевичу, что «советские войска будут первым союзником, который вступит на территорию Польши». По сообщению полковника Миткевича, польского представителя при главном штабе союзников в Вашингтоне, Сталин в ответ на вопрос союзников, какую позицию он займёт в отношении повстанческих действий АК, сказал осенью 1943 года, что если эти вооружённые силы не подчинятся заранее советскому командованию, то он не потерпит их в  тыловой зоне. Присланная 1 октября 1943 г. инструкция правительства для Армии Крайовой содержала в себе следующие инструкции на случай несанкционированного  правительством в эмиграции вступления советских войск на территорию Польши в границах 1939 года: «Польское правительство направляет протест Объединённым нациям против нарушения польского суверенитета — вследствие вступления Советов на территорию Польши без согласования с польским правительством — одновременно заявляя, что страна с Советами взаимодействовать не будет. Правительство одновременно предостерегает, что в случае ареста представителей подпольного движения и каких-либо репрессий против польских граждан подпольные организации перейдут к самообороне». Сталин, Рузвельт и Черчилль договорились, что восточные границы Польши будут проходить примерно по линии Керзона. Рузвельт и Черчилль признали, что Польша находится в сфере действий Красной Армии. Опубликованные документы говорят, что в условиях военного времени оба этих лидера признали за СССР право на пресечение враждебных действий подполья, либерум вето польских антикоммунистов в планы   «большой тройки» не входило,. Все это предвещало переход Польши в советскую сферу влияния. Антисоветские формирования в зоне операций советских войск были обречены на поражение.  С учётом договорённости с союзниками Черчилль многократно советовал Станиславу Миколайчику пойти на уступки и признать, что в качестве границы на востоке должна быть линия Керзона.Черчилль предупреждал, что если вопрос вовремя не будет решён, в Польше будет образовано просоветское правительство. Черчилль неоднократно предупреждал, что Англия и США не будут воевать с СССР за восточные границы Польши, однако эти усилия не дали желаемых результатов. Борьба с СССР за сохранение Польши в довоенных границах на востоке и против границы Польши примерно по «линии Керзона» была обречена на провал, но был сознательно взят курс на конфронтацию. Таким образом, польские власти в изгнании и политики, руководившие самопровозглашённым «подпольным государством» и АК на польской территории  , вопреки фактам, официально продолжали придерживаться ориентации на помощь западных союзников в сохранении Польши в довоенных границах на востоке, Заользья, Оравы и Спиша с приобретением территорий на западе и севере. Власти в изгнании и подчиненные ей структуры надеялись восстановить довоенные границы Польши на востоке и роль восточного бастиона Европы, сдерживающего натиск Советов. В конечном итоге это привело к ожесточённой силовой борьбе с СССР. Делегат эмигрантского правительства в Польше Ян Станислав Янковский в докладной записке на имя Миколайчика от 10 января 1944 года  требовал, помимо возвращения Западной Украины и Западной Белоруссии, включения в состав Польши Восточной Пруссии, Силезии и Литвы. Латвию, Эстонию, Беларусь и Украину он предлагал сделать независимыми государствами, но под польским контролем. Согласно меморандуму «Польские территориальные цели войны», высланному 10 января 1944 года Делегатом эмигрантского правительства в Польше премьеру Миколайчику, «главным велением польской политической мысли» являлось создание «условий для польской победы в вероятном будущем конфликте с Германией и Россией» .  Эти заявления свидетельствовали не только о невозможности нормализации отношений между правительствами, но и о том, что  официальное польское руководство абсолютно не осознавало сложившуюся в мире геополитическую реальность. Это в первую очередь убеждение, что требования польского эмигрантского правительства, Делегатуры и руководства Армии Крайовой устранили элементарную стратегическую динамику, такую как геостратегия. 2 февраля 1944 г. Сталин сообщил британскому послу, что если Армия Крайова окажет сопротивление СССР, то с ней будут бороться. Из послания Ф. Рузвельта И. В. Сталину (11 февраля 1944 года): «В первую очередь надо рассмотреть вопрос о том, чтобы польские партизаны действовали вместе с вашими продвигающимися войсками, а не против них». Во время переговоров Черчилля с премьер-министром польского эмигрантского правительства 20 января 1944 года последний заявил, что его правительство рассматривает линию границы, установленную Рижским договором, в качестве отправной точки для переговоров с СССР. 22 февраля 1944 г. в своей речи в палате общин Черчилль заявил.: «Освободить Польшу могут теперь российские армии, которые потеряли миллионы людей, уничтожая немецкую военную машину. Мне не представляется, чтобы российский постулат обеспечения безопасности западных границ переходил то, что является благоразумным или правильным». Командование Армии Крайовой разработало выступление при приближении сил Красной армии, которое было названо операцией «Буря». План рассчитывал, что силы АК смогут взять под контроль основные районы до вступления в них советских войск самостоятельно или же одновременно с Красной армией, сохраняя полную от неё независимость и таким образом явочным порядком установить в них власть представительства польского правительства в изгнании. Демонстрацией силы планировалось обеспечить легализацию «подпольного государства», проявить его полный суверенитет в восточных границах 1939 года с приобретением территорий на западе и севере, и полную независимость от СССР. Политическими целями плана были: во-первых, взятие под свой контроль военно-стратегических, промышленных, административных и культурных центров страны; во-вторых,  взять власть в руки «делегатов», являвшихся специальными полномочными представителями эмигрантского правительства в Лондоне.  Таким образом, военные операции, в ограниченной форме проводимые против немцев, фактически должны были быть направлены на то, чтобы принудить советское руководство де-факто признать в стране власть польского правительства в Лондоне.  Основной расчет делался на то, что независимо от успеха операции «Буря», польский вопрос станет предметом обсуждения Великобритании, США и СССР, что заставит СССР пойти на уступки. Армия Крайова и та часть населения, которая её поддерживала, становились заложниками данной концепции. Военно-политические подпольные структуры польского правительства в Лондоне оценивались как сила, дестабилизирующая положение в тылах советских войск. Успехи дипломатии СССР  в деле решения «польского вопроса» обеспечили советским органам госбезопасности и внутренних дел свободу действий по вскрытию и ликвидации польского антисоветского подполья в тылах советских войск. При этом советская сторона не допускала давления на свою политику западных союзников, которые были обеспокоены проблемой легализации отрядов АК в тылах Красной Армии и пытались по дипломатическим каналам «заинтересовать» Москву возможностями боевого сотрудничества с АК. В течение 1944 года отношение АК к СССР продолжало ухудшаться, на территории Польши были неоднократно зафиксированы случаи разоружения и расстрела бежавших из немецкого плена советских военнопленных (в том числе тех, кто желал вступить в партизанские отряды АК с целью сражаться с немцами и даже тех, кто ранее был принят в ряды АК). Главнокомандующий Польских Вооружённых сил подчинявшимися польскому эмигрантскому правительству генерал брони Казимеж Соснковский верил в перспективу третьей мировой войны и полный разгром в этой войне Советского Союза. В конце концов знающие о крайне плохих взаимоотношениях между польским эмигрантским правительством, АК  и СССР британцы даже стали опасаться обеспечивать АК оружием в достаточном количестве, подозревая, что оно может быть направлено не только против немцев, а последнее приведёт к политическим осложнениям, так как на руках у СССР будут неоспоримые козыри: союзники поставляют оружие врагам СССР в операционной зоне Красной Армии. Политики США и Великобритании признавали за СССР право подавлять сопротивление всякого военного подполья, существующего  в тылу действующей Красной Армии. Опыт взаимодействия советских частей с отрядами АК на Волыни, донесения советских военных и партийно-политических органов из других районов вызвали появление 20 апреля 1944 г. директивы Ставки Верховного главнокомандования : «Ставка Верховного Главнокомандования приказывает порвать всякие сношения с подпольными отрядами генерала Соснковского», то есть директивы о разрыве с любыми отрядами польских партизан, которые признавали власть Соснковского. В качестве иллюстрации намерений командования АК можно привести отрывок из «Сообщения № 243. Рапорт Тадеуша Бур-Коморовского от 14 июля 1944 года.:

…Предоставляя Советам минимальную военную помощь, мы создаём для них, однако, политическую трудность. АК подчеркивает волю народа в стремлениях к независимости. Это принуждает Советы ломать нашу волю силой и создаёт им затруднения в разрушении наших устремлений изнутри. Я отдаю себе отчёт, что наш выход из подполья может угрожать уничтожением наиболее идейного элемента в Польше, но это уничтожение Советы не смогут произвести скрытно, и необходимо возникнет явное насилие, что может вызвать протест дружественных нам союзников.
Глубочайшее недоверие сторон было взаимным, а подходы к пограничному вопросу — взаимоисключающими. Расчеты генерала Казимежа Соснковского и его соратников на начало новой войны были известны Сталину о чем посол Гарриман своевременно проинформировал руководство США. Учитывая все это, Ставка 14 июля 1944 года директивой № 220145 ориентировала командующих войсками 3-го, 2-го, 1-го Белорусских и 1-го Украинского фронтов о следующем:

 «Наши войска, действующие на территории Литовской ССР, и в западных областях Белоруссии и Украины, вошли в соприкосновение с польскими вооруженными отрядами, которыми руководит польское эмигрантское правительство. Эти отряды ведут себя подозрительно и действуют сплошь и рядом против интересов Красной Армии. Учитывая эти обстоятельства, Ставка Верховного Главнокомандования приказывает:
1. Ни в какие отношения и соглашения с этими польскими отрядами не вступать. По обнаружении личный состав этих отрядов немедленно разоружать и направлять на специально организованные пункты сбора для проверки.
2. В случае сопротивления со стороны польских отрядов применять в отношении их вооруженную силу.
3. О ходе разоружения польских отрядов и количестве собранных на сборных пунктах солдат и офицеров доносить в Генштаб»

АК-овцы призывали к вмешательству западных союзников. Миколайчик 18 июля 1944 г. обратился к Черчиллю с просьбой защитить АК-овцев в тылах советских войск, но Черчилль обвинил АК-овцев в том, что вместо отхода на Запад они «лезут туда (на Виленщину) только для того, чтобы обозначить свое присутствие». И поскольку в данной ситуации отряды АК в тылах советских войск, выступающие в качестве какой-то третьей силы и оспаривающее решения Большой Тройки, никому из союзников не были нужны, западные союзники, особенно США, дистанцировались от  АК в тылах действующей Красной Армии, предоставив АК право самой разбираться со своими проблемами.  При этом польское правительство не могло использовать информацию о массовых репрессиях против АК и Делегатуры в зоне операций советских войск, из-за нежелания западных союзников ссориться с СССР. На Западе к этому событию отнеслись довольно прохладно. В постановлении ГКО от 31 июля 1944 года говорилось:
«Никаких других органов управления, и в том числе выдающих себя за органы польского эмигрантского правительства (в Лондоне), кроме органов Польского комитета национального освобождения, не признавать. Иметь в виду, что лица, выдающие себя за представителей польского эмиграционного правительства, среди которых обнаружено много гитлеровских агентов, должны рассматриваться как самозванцы и с ними следует поступать как с авантюристами». Ещё до освобождения Польши от немецкой оккупации в стране шло военно-политическое противоборство между коммунистической ППР, просоветскими вооружёнными формированиями с одной стороны и антикоммунистическими национальными силами, ориентированными на польское правительство в изгнании, с другой. С июля 1944, опираясь на поддержку СССР, польские коммунисты установили свою власть. На основе актива ППР, Армии Людовой, части Батальонов хлопских были созданы силовые структуры — в частности, МОБ, милиция, затем Корпус внутренней безопасности. Эти формирования использовались для подавления антикоммунистического повстанчества, прежде всего Армии Крайовой (AK). Коммунистическое правительство пользовалось прямой военной поддержкой СССР. ПКНО были подчинены Войско Польское, органы безопасности RBP, ражданская милиция. План «Буря» был построен на переоценке сил и возможностей АК. До вступления советских войск АК не удалось занять ни одного крупного города. США проигнорировали выступления АК и Делегатуры. В условиях тотальной войны великие державы Антигитлеровской коалиции не стали провоцировать друг друга по мелким вопросам. Лондонское правительство, не считаясь с реальностью, продолжало требовать от своих представителей на освобождённых Красной Армией территориях и руководителей АК немедленно брать власть в свои руки , не подчиняться КРН, ПКНО, советским военным комендатурам, формировать органы местной власти, полицию, органы безопасности. В приказах АК и листовках, распространяемых антикоммунистическим подпольем, содержались призывы к непризнанию ПКНО как законного органа власти и к уклонению от мобилизации. По мере продвижения советских войск по территории Польши, советские и польские коммунисты, которые организовали новое правительство под названием «Польский комитет национального освобождения» в 1944 году, пришли к выводу о том, что Польское подпольное государство, лояльное правительству Польши в изгнании, должно прекратить свою деятельность до того, как они полностью распространят свою власть на территории Польши. Будущий генсек ПОРП Владислав Гомулка в октябре 1944 года, перед лицом провала переговоров с Миколайчиком, массового саботажа мобилизации в армию и продолжения антикоммунистической подпольной деятельности АK( включая террористические акты) заявил, что «АK-овцы  оказались враждебным элементом, который абсолютно необходимо устранить». Другой высокопоставленный коммунист, Роман Замбровский, сказал, что солдаты АК должны быть «истреблены».
Армия Крайова (сокращённо АК), крупнейшая организация польского Сопротивления во время Второй мировой войны, была официально распущена 19 января 1945 года, чтобы не допустить вооружённого конфликта с Красной армией и гражданской войны из-за суверенитета Польши. 19 января 45-го года, из тайного приказа генерала Окулицкого командирам АК: 

1. Развивающееся советское наступление в скором времени может привести к занятию Красной Армией всей территории Польши, что в действительности означает смену немецкой оккупации советской.
2. Навязанная в 1939 году Польше война не закончится победой Советов. Для нас она закончится только тогда, когда мы достигнем своей цели...
3. В изменившихся условиях новой оккупации мы должны направить свою деятельность на восстановление независимости и защиту населения.
4. Армия Крайова распущена. Командиры не легализуются. Солдат освободить от присяги, выплатить двухмесячное содержание и законспирировать. Оружие спрятать.

«Непримиримые» встали на путь вооружённой борьбы с просоветским режимом и  СССР. Тезис о  «советской оккупации» родился ещё в годы войны в кругах эмиграции в Лондоне, поддерживался руководством военно-политического подполья, подчинявшегося лондонскому правительству. Такой интерпретацией итогов войны для Польши и поляков элита военного времени камуфлировала действительное поражение собственного политического курса — полный крах политики польского эмигрантского правительства и руководства его подпольных структур. Множество бывших подразделений АК,  продолжали борьбу в новых условиях, расценивая действия советских войск как новую оккупацию. Тем временем, советским партизанам в Польше был отдан приказ от 22 июня 1943 года о начале ведения боевых действий с польскими «лесными людьми». В стычки с поляками эти партизаны вступали чаще, чем с немцами. Основные силы РККА (Северная группа войск), а также отряды НКВД уже начали проводить операции против АК во время и сразу после акции «Буря», предпринятой поляками в качестве превентивной меры, чтобы гарантировать польский, а не советский контроль над польскими городами после отхода из них немецких войск. Независимая Польша в планы Сталина не входила.

### Формирование антикоммунистического подполья
Первым подразделением АК, созданным специально с целью противодействия советской угрозе, была NIE, сформированная в середине 1943 года. Её целью было не вооружённое противодействие советским войскам, а разведка и шпионаж. Результатами их деятельности пользовалось Польское правительство в изгнании, которое вырабатывало свою дальнейшую политику по отношению к СССР. Поскольку в разгар Сталинградской битвы вся Армия Андерса была выведена в Иран, эмигрантское правительство не имело никаких регулярных частей на территории Польши. СССР в 1944 формально не был в каких-либо отношениях с польским правительством в Лондоне, некоторые политики   правительства Миколайчика официально заявляли, что Польша находится в состоянии войны с СССР . Планы антисоветского подполья по завоеванию власти в зоне советских военных действий были совершенно нереальны.

 Донесение командующего Армией Крайовой Верховному Главнокомандующему об отношении к советским властям
19 апреля 1944 г.
1. Отношение Советов к нам оцениваю совершенно реально. Мы ничего хорошего от них не ожидаем, не рассчитываем на их возможную лояльность в сотрудничестве с независимыми польскими органами.
2. Вынужденные обстоятельствами демонстрировать свою позицию в отношении вступающих в Польшу Советов, считаем необходимым, чтобы каждый наш шаг осуществлялся под знаком суверенных прав Речи Посполитой и главенства её Верховных властей над нами.
Поэтому мои указанию командующему Волынским округом содержали такое требование, которое Советы наверняка соблюдать не будут.
На этот случай отдельным приказом я дал указание командующему Волыни пробиваться в тыл немцев, на территорию, где действуют мои приказы. Пока командующий Волыни не проводил дальнейших переговоров с советским командующим, в связи с задержкой в получении моих указаний и необходимостью в это время вести боевые действия.
3. Военная обстановка, так как она представляется нам в стране, указывает на большую вероятность, хотя и нескорого, подавления немцев Советами своими силами, если немецкие силы будут продолжать оставаться связанными на Западе.
Во всяком случае занятие Советами всей Польши мы здесь оцениваем как реальность, с которой требуется конкретно считаться. И как следствие нужно считаться с необходимостью открытого столкновения Польши с Советами и в этом столкновении демонстрации с нашей стороны максимального выражения независимой позиции Польши.
Очевидно, помимо этого будет создаваться подпольное течение польской жизни. Масштабов и боевой силы этого течения в настоящий момент определить нельзя, но не следует переоценивать его возможности.
Солдатам АК было запрещено вступать в ряды польских вооружённых сил сформированных на территории СССР. В дальнейшем, активистам АК было предписано оставаться в тылу советских войск, сохраняя самостоятельность. К тому времени члены эмигрантского правительства ещё верили в возможность найти решение путём переговоров. Весной 1944-го комендантом обшара (территории) Вильно  новой (сверхсекретной) внутриаковской антисоветской организации под названием «Неподлеглость» был назначен офицер AK подполковник «Людвик», с 1940 г. завербованный разведкой СССР. Польское правительство в изгнании (премьер-министр Томаш Арцишевский), которое не признало решения Тегеранской конференции о границе Польши по линии Керзона, не могло, по мнению СССР, США и Великобритании, претендовать на власть в стране. Черчилль приказал избавиться от правительства Арцишевского. Так, среди ссор и многочисленных претензий польское эмигрантское правительство упустило все возможности своего возвращения в Польшу. 7 мая 1945 года NIE была расформирована и преобразована в «Представительство Вооружённых Сил в Польше»). Фактически подполье лондонского правительства Польши — официального члена Антигитлеровской коалиции — с согласия главнокомандующего польских вооружённых сил на Западе вело необъявленную войну против СССР — одного из лидеров этой коалиции,  документально зафиксировано уничтожение отдельных военнослужащих, мелких групп солдат и офицеров Красной Армии бойцами АК.. Однако и эта организация продолжала свою деятельность только до 6 августа 1945 года, когда её было решено распустить и прекратить партизанскую борьбу на польской территории.
Недоговороспособность польского эмиграционного правительства, так надоела Рузвельту, что на Ялтинской конференции Президент США Франклин Рузвельт предоставил СССР полное право на подавление всякого вооружённого сопротивления в тылах Красной Армии,. 6 февраля 1945 года на  конференции глав «Большой тройки» в Ялте И. В. Сталин сообщил, что регулярно получает сведения о многочисленных нападениях отрядов АК на советские военные посты, коммуникации и прочие структуры, обслуживающие потребности действующей армии, об убийствах советских солдат и офицеров. Он потребовал «порядка и спокойствия в тылу Советской Армии». Приведёнными данными и задачами успешного ведения боевых действий лидер СССР обосновал необходимость подавления польского антикоммунистического подполья в тылу действующей Советской Армии. Был получен немедленный ответ. Главный союзник польских властей в изгнании и  АК У. Черчилль на заседании заявил: «Британское правительство признаёт, что нападения на Красную Армию недопустимы». Вслед за британцем ясный политический сигнал (в письменной форме) подал Сталину президент США Ф. Д. Рузвельт: «Ваша армия, продвигающаяся к Берлину, должна иметь обеспеченный тыл. Вы не можете и мы не должны терпеть какое-либо временное правительство, которое будет причинять Вашим вооружённым силам какие-либо неприятности этого рода. Я хочу, чтобы Вы знали, что я осознаю это полностью», Рузвельт высказал мнение, что в действительности с 1939 г. никакого польского правительства не существовало .  Правительство Польши в изгнании объявило, что решения Ялтинской конференции лидеров СССР, США и Британии это «новый раздел Польши», правительство в изгнании официально объявило, что решения Ялтинской конференции не распространяются на польскую нацию. Западные союзники проигнорировали вето польских властей в изгнании. Представления о том, что восточные границы Второй Польской Республики  якобы всё ещё существовали, не были разделяемы союзниками. Советская сторона приняла заверения лидеров Британии и США, которыми они взяли на себя часть ответственности за подавление польского  антикоммунистического и антисоветского вооружённого подполья в тылу действующей Красной армии.  Политические умозаключения главнокомандующих польскими силами на Западе, руководства Армии Крайовой и большинства политиков польского эмигрантского правительства относительно текущей военной ситуации и отношений между членами «Великого Альянса» Антигитлеровской коалиции основывались на фантазиях и иллюзиях, они игнорировали геополитическое влияние СССР и в конечном итоге потерпели грандиозное поражение.  
В  1945 г. в Москве прошёл показательный процесс над шестнадцатью руководителями Польского подпольного государства — процесс шестнадцати. Руководящие кадры антикоммунистического и антисоветского подполья в тылу действующей Красной Армии (включая руководство тайной антисоветской организации «Не») – члены Представительства Правительства на Родине, а также большинство членов Совета Национального Единства вместе с главнокомандующим Армии Крайовой были приглашены советским генералом «генералом Красной Армии Ивановом» (начальником охраны тыла 1-го Белорусского фронта генералом НКГБ Иваном Серовым с соглашения Иосифа Сталина на конференцию, где должен был обсуждаться вопрос об их вхождении во Временное Правительство (поддерживаемое СССР). Они хотели получить 80 % в новым составе (не признавая Временного правительства Польской Республики). Требовали рейсa в Лондон - включить правительство Арцишевского в  переговоры.. Им были даны гарантии неприкосновенности и рейса в Лондон, однако они были арестованы сотрудниками НКВД в городе Прушкув 27—28 марта. Леопольд Окулицкий, Ян Станислав Янковский и Казимеж Пужак были арестованы 27 числа, ещё 12 человек — на следующий день. А. Звежиньский был схвачен ещё раньше. Все они были этапированы в Москву и допрошены в Лубянке.  Арест лидеров фактически обезглавил военно-политическое антикоммунистическое подполье. После нескольких месяцев допросов и пыток, им были предъявлены сфабрикованные обвинения в сотрудничестве с нацистами и «планах о военном союзе с нацистами». Суд проходил с 18 по 21 июня 1945 года в присутствии представителей иностранной прессы, дипломатов и обозревателей из США и Великобритании.  Деконспирация  организации антисоветского подполья NIE и  связи антисоветского и антикоммунистического подполья с Лондоном обеспокоила британские власти..7 мая 1945 года генерал Владислав Андерс исполняющий обязанности верховного вождя (главнокомандующего польскими силами на Западе) распустил организацию «Не» и официально утвердил вместо неё в тылах Красной армии на базе постаковского подполья организацию «ДСЗ»- Delegatura Sił Zbrojnych na Kraj. Холодная война, по мнению генерала, должна была повлечь за собой глобальный конфликт с применением ОМП против СССР. 7 мая 1945 г. военно-политическое руководство ДСЗ на тайном съезде в Варшаве потребовало аннулировать решения Ялтинской конференции «большой тройки», руководители постаковского подполья обращались к Объединённым Нациям. Власти в изгнании раздумывали, как убедить западных союзников начать новую мировую войну за независимость Второй Речи Посполитой..  30 мая 1945 года  Гарри Гопкинс в качестве специального посланника президента США поспешил официально откреститься в Кремле  от арестованного генерала Окулицкого и военного подполья в тылу советских войск. Боевики и подпольщики антисоветского подполья в тылах Красной Армии действовали на свой страх и риск.
Первое польское коммунистическое правительство, Польский комитет национального освобождения, было сформировано в июле 1944 года, однако оно отказалось брать под своё ведомство солдат АК. Из-за этого иметь дело с ними пришлось советским службам вроде НКВД. К концу войны, якобы около 60 000 бойцов АК были арестованы и 50 000 из них были депортированы в советские тюрьмы и лагеря ГУЛАГа. Большинство бойцов было взято в плен во время или после операции «Буря», якобы когда они пытались наладить взаимодействие с советскими войсками во время ( придуманного пропагандой исторической политики  ) общенационального восстания против немцев. Другие ветераны были арестованы, когда попытались пойти на контакт с правительством после обещания им амнистии. В 1947-м году амнистия действительно была объявлена для большинства партизан. Коммунистические власти ожидали около 12 тысяч человек, которые сложат оружия, однако это число возросло до 53-х тысяч человек. Многие из них были арестованы несмотря на обещание свободы, и после нескольких несдержанных обещаний в течение первых лет коммунистического режима, правительство потеряло полное доверие со стороны бойцов АК.
Третьей организацией бойцов АК была Свобода и Независимость. Её основной целью, опять же, было не ведение боевых действий: СиН в основном занималась тем, что помогала бывшим членам АК начать жизнь в качестве гражданских лиц.  Первоначальной её целью была политическая борьба с польскими коммунистическими силами и предотвращение их прихода к власти. Несмотря на заявленный гражданский характер некоторыми членами организации предполагалась также и вооружённая борьба. На практике полевые командиры WiN часто не подчинялись указаниям руководящих органов организации. В организации были вооружённые отряды((наиболее большие соединения насчитывали максимально до несколько сот человек) и Боевые группы действовавшие в подпольных условиях главным образом в восточных районах Польши. Сохранение строжайшей секретности было необходимо из-за всё возраставших гонений на ветеранов АК со стороны коммунистического правительства. СиН, однако, серьёзно нуждалась в средствах для того, чтобы оплачивать изготовление поддельных документов и поддерживать материальное обеспечение партизан, множество из которых потеряли свои дома и денежные сбережения во время войны. Учитывая то, что организация находилась вне закона, испытывала нехватку ресурсов, а также претерпевала раскол из-за части наиболее радикальных бойцов, которые были сторонниками вооружённого сопротивления коммунистическому режиму, деятельность СиН нельзя назвать особенно результативной. Значительных успехов НКВД и только что созданная польская тайная полиция, Управление безопасности (UB), добились во второй половине 1945 года, когда их агентам удалось убедить нескольких лидеров АК и СиН в том, что они действительно хотят предоставить им амнистию. В течение нескольких месяцев спецслужбам удалось узнать большое количество информации о членах подпольных организаций и их убежищах. Через несколько месяцев, когда руководители АК (уже находившиеся в тюрьмах) поняли свою ошибку, их организациям был нанесён непоправимый урон и тысячи их членов были арестованы.  «ВиН» просуществовала несколько лет, численность её систематически сокращалась, первый состав руководства был арестован уже в 1945 г., остальные c 1948 года работали под контролем органов государственной безопасности народной Польши.  СиН, тем не менее, всё ещё поддерживала некоторую активность до 1947 года и полностью прекратила свою деятельность в 1952 году. Польская контрразведка провела ряд действий, завербовав нескольких офицеров АК и WIN и организовав в 1948 году фиктивное V управление WiN, взяв тем самым контроль над организацией. В 1948—1952 годах польская контрразведка провела обширную дезинформационную игру с западными разведками, поддерживая с ними радиосвязь, посылая и принимая эмиссаров. ЦРУ высоко оценивало деятельность этих структур — по данным, озвученным шефом подразделения тайных операций Франком Виснером. На операции по поддержке созданных офицерами госбезопасности структур выделялись значительные средства из бюджета ЦРУ. В декабре 1952 года на польском радио в двухчасовой передаче рассказали об этой операции.

### Гонения со стороны правительства
НКВД и МОБ использовали как грубую силу, так и различные уловки с целью уничтожения подпольной оппозиции. Осенью 1946 года, группа из 100—200 партизан из Национальных вооружённых сил (Национальные вооружённые силы, NSZ) попала в западню, организованную правительством, и была полностью уничтожена. В 1947 году полковник Юлия «Кровавая луна» Бристигер, сотрудник МОБ, на одном из совещаний по национальной безопасности заявила: «террористическое и политическое подполье прекратило своё существование как угрожающая нам сила», хотя классовые враги в университетах, конторах и заводах должны «быть найдены и нейтрализованы».
Преследование бывших бойцов АК была лишь частью репрессивных действий про-советского правительства в послевоенной Польше. В период с 1944 по 1956 год, около трёхсот тысяч поляков были арестованы(по другим данным, это число достигает 2-х миллионов человек). Было вынесено 6000 смертных приговоров, и основная часть их была приведена в исполнение. Согласно некоторым оценкам, более 20 тысяч человек погибли в тюремном заключении, включая тех, кто был казнён «по закону», как, к примеру, Витольд Пилецкий, герой Освенцима. Более 6-ти миллионов граждан (то есть примерно каждый третий совершеннолетний) были классифицированы как «реакционные или криминальные элементы» и подлежали надзору со стороны государственных служб.
Во время Польского Октября в 1956 году, правительство объявило об амнистии, благодаря которой 35 тысяч  человек были выпущены на свободу. Однако некоторые партизаны всё ещё продолжали борьбу, не имея желания или возможности вернуться к обычной жизни. Про́клятый солдат Станислав Марчевка, «Ryba» («Рыба»), был убит в 1957 г., и последний солдат АК Юзеф Франчак, по кличке «Lalek» («Лялек»), погиб в 1963 году, то есть почти через два десятилетия после окончания Второй мировой войны. Ещё через четыре года, когда уже давно был прекращён сталинистский террор, последний  «тихотёмный», Адам Боричка, был выпущен из тюрьмы. До самого падения правительства ПНР бывшие солдаты АК находились под постоянным надзором со стороны тайной полиции. Только в 1989 году, после революций в странах Восточной Европы, обвинения по отношению к партизанам были аннулированы.

## Ход сопротивления
За начало сопротивления следует считать первые месяцы после того, как 4-6 января 1944 Красная Армия пересекла довоенную восточную польскую границу. Это было вскоре после Тегеранской конференции (начало декабря 1943 года) и перед Ялтинской и Потсдамской конференциями, что привязали восточные границы Польши к линии Керзона. Выводы конференции в Тегеране в отношении восточных польских границ союзники сначала скрывали. Только в феврале 1944 года премьер-министр Великобритании Уинстон Черчилль во время речи в британском парламенте поддержал советские претензии на прежние восточные польские земли.
17 июля 1944 Красная Армия успешно форсировала Буг. 24 июля 1944 года Польское правительство в изгнании направило Великобритании протест против нарушения польского суверенитета «под советской оккупацией». Правительство Великобритании проигнорировало требования лондонского правительства. Видя в вооружённых формированиях АК угрозу для поддержания порядка в тылу и осуществления политической линии советского руководства, 31 июля 1944 Ставка ВГК направила командующим войсками 1-го Украинского, 1-го, 2-го и 3-го Белорусских фронтов и командованию Войска Польского директиву № 220169 о разоружении отрядов АК в тылах советских войск, интернированию командного состава и направлении рядового и младшего командного состава в запасные части польской армии .  1 августа 1944 года, полковник Владислав Филипковский «Стах» телеграфировал в Главный штаб командования AK: «Сегодня арестовали делегата правительства (…) Мы возвращаемся в подполье», антикоммунистическое подполье  проводило среди  населения антикоммунистическую пропаганду, направленную на дискредитацию ПРП, 1-й армии Войска Польского и сторонников сближения с СССР. В перехваченной радиограмме центра всем подпольным организациям указывалось не признавать ПКНО и саботировать все его мероприятия. Был объявлен бойкот. В соответствии с данной директивой, на освобождённых территориях был организован массовый саботаж мобилизационных мероприятий по призыву поляков в Войско Польское. Приказ военных комендатур об обязательной сдаче оружия, боеприпасов и радиостанций не был выполнен. В тылу советских войск были оставлены в подполье организации Армии Крайовой и NSZ, которые постепенно переключались с борьбы против Германии на борьбу против СССР и ПКНО, несколько десятков подпольных радиостанций, типографий, проводились диверсии, саботаж, организовывались и террористические акты.
После поражения Варшавского восстания и провала попыток принудить советскую сторону признать польскую принадлежность восточных окраин, а «лондонское» правительство — единственной законной властью Польши, военно-политическое подполье лондонского правительства Польши находилось в состоянии организационного кризиса, численность АК и структур Польского подпольного государства начала существенно сокращаться. Многие члены подполья  с охотой шли служить в организацию, борющуюся с нацистами и коллаборационистами, но не были готовы и не имели желания служить в проигрывающей организации, безуспешно воюющей против СССР и временного правительства. Ряд округов АК, например, Люблинский и Белостокский, где сосредоточение подпольных отрядов и групп постаковского подполья было наиболее плотным, фактически не выполнили приказа о роспуске AK и превратились в новые конспиративные вооружённые организации. 
Всю послевоенную территорию Польши Красная Армия заняла только в мае 1945 года, после чего вся Польша оказалась под властью политической системы, установленной этой армией. Польская рабочая партия начала свою деятельность по всей стране в пределах национальных границ, определённых «Большой тройкой», и подпольное сопротивление сторонников лондонского правительства не смогло ничего сделать. Террор, примененный к представителям Польского подпольного государства и польской интеллигенции подразделениями НКВД и СМЕРШ, вошедшие в Польшу вслед за Красной Армией, вызвал массовое «возвращение в лес» десятков тысяч бойцов многих ранее антигерманских подпольных формирований и создания новых группировок.
Самое крупное вооружённое столкновение с участием Национального Военного Союза (Narodowe Zjednoczenie Wojskowe, NZW) произошло 6—7 мая 1945 года рядом с деревней Курилёвка на юго-востоке Польши. В сражении при Курилёвке польские партизаны вступили в бой со 2-м пограничным полком НКВД. Командовал партизанами майор Франтишек Пшисенжняк («Marek»). Бойцам Сопротивления удалось уничтожить до 70 советских солдат (по задокументированным советским данным: 26 убитых или пропавших без вести) .  Войска НКВД были вынуждены в спешке отступить, но затем снова появились в деревне и сожгли её дотла в знак возмездия. Разрушенными оказались более 730 домов.
21 мая 1945 года тяжело вооружённое подразделение Армии Крайовой под командованием Эдуарда Василевского совершило нападение на лагерь НКВД, находившийся в Рембертуве, восточном пригороде Варшавы. В лагере находились несколько сотен польских граждан, среди них находились и бывшие бойцы АК.
В 1944―45 годах территория Солечниковского повята (ныне Шальчининкский район Литвы) практически находилась под контролем Армии Крайовой, которая действовала там в полном обмундировании и осуществляла всю полноту власти за пределами самого города Солечники.
Помимо АК и  ДСЗ активно действовал ещё ряд вооружённых организаций — NSZ, Гражданская АК (Обывательска армия крайова, AKO/OAK), Национальное войсковое соединение(NZW) и др., которые проводили террористическую деятельность. В ряды «ДСЗ» влились вооружённые организации поменьше: «Не», Гражданская Армия Крайова, Движение Сопротивления Армии Крайовой и т. д. Полного объединения постаковского подполья, однако, так и не произошло. Активное участие в боевых действиях «ДСЗ» началось с момента её рождения, проводились диверсии, саботаж, организовывались террористические акты. Участники организаций распространяли слухи о якобы скорой войне СССР с Америкой и другими капиталистическими странами и гибели в этой войне Советского Союза. ДСЗ подчинялась польскому правительству в изгнании и верховному главнокомандующему польских вооружённых сил на Западе. Перед ДСЗ и др. была поставлена задача организации вооружённого сопротивления, индивидуальный террор, разведка, пропаганда. «ДСЗ» вела разведывательную деятельность в интересах «лондонского» правительства Польши и западных союзников. Новая организация активно использовала кадры «AK», её структуры, финансы, технические средства и каналы связи с Лондоном. Весной и летом 1945 г. деятельность польского антикоммунистического военного подполья приобрела наибольший размах, в состав лесных отрядов начали вливаться уклоняющиеся (в основном сельская молодёжь) от мобилизации в Войско Польское и дезертиры. В мае в послевоенной Польше действовало, преимущественно и восточных воеводствах, 240 каких-либо вооружённых отрядов и групп польского антикоммунистического подполья (наиболее крупные соединения насчитывали максимально до несколько сот боевиков), в которых в 1945 г. сражалось 13 — 17 тысяч человек, в 1946 году сражалось  7 — 9 тысяч «лесных» . Социальный состав был преимущественно крестьянским. После окончания амнистии 1947 года в лесах оставалось от 1 100 до 1 900 боевиков, в  1947-50 годах через ряды более чем 120 вооружённых отрядов прошло 1100 — 1800 человек., после 1950 года оставалось еще более 40 вооружённых  групп, через которые прошло около 400 человек, многие из них встали на путь бандитизма.  Именно одна из самых крупных банд NSZ под командованием капитана Мечислава Паздерського которой подчинилось около сотни «аковцев» совершила самое крупное на территории послевоенной страны политическое убийство — 6 июня 1945 года в деревне Вешховины были убиты 194 человека.,. Ряд повятов весной 1945 года, после отхода в начале 1945 года наступающих на запад соединений Красной Армии и разгрома участков милиции и руководства гмин, были фактически неподконтрольны польской гражданской администрации Временного правительства Польской Республики. 24 мая 1945 г. для борьбы с вооружённым подпольем был создан Корпус внутренней безопасности. C июня 1945 года против формирований подполья подразделения внутренних войск, польских органов государственной безопасности и НКВД действовали с привлечением регулярных частей (дивизий и полков) Войска Польского.. Отряды «лесных» были полны засланной агентуры; осаждённые и отчаявшиеся, они часто дегенерировали и вырождались в грабительские банды. Бесперспективность боёв, утрата многих баз и известных командиров, масштабные аресты, сокращение социальной базы и успешные действия Народного Войска Польского, внутренних войск, Красной Армии, НКВД и органов безопасности, принятый закон об амнистии привели к упадническим настроениям участников организации и нежеланию продолжать небезопасную подпольную жизнь особенно после сформированиа на базе Временного правительства Польской Республики коалиционного временного правительства.( коалиционное правительство- Временное правительство национального единства было сформировано 28 июня 1945 года при участии представителей СССР, США и Великобритании в соответствии с решениями глав этих государств, принятыми на конференции в Ялте в феврале 1945 г.). Большинство портфелей — в том числе все силовые, были в руках левых партий (ПРП и Польская социалистическая партия (1944—1948)), участники антисоветского подполья не получили мест в международно признанном правительстве в Варшаве. 6 июля США и Великобритания официально отказались от признания польского правительства в изгнании. Запад списал эмиграционное правительство со счетов полностью  ввиду его полной непригодности для любых переговоров. В связи с объявлением амнистии, некоторые участники AK и антикоммунистического подполья выходили из подполья, часть самораспустилась. Ставка на Третью Мировую Войну обанкротилась но не все признали этот факт. С августа 1945 г. началось последовательное сокращение войск НКВД в Польше, к 1 марта 1947 года войска НКВД покинули Польшу. Приказ главнокомандующего Национального Военного Союза (NZW) от 1 сентября 1945 года гласил :
"1. Мы боремся за полное освобождение Польши от советской оккупации и влияния, как непосредственно, так и через  агентуру.
2. Мы боремся за все восточные территории в границах 1939 года.
3. Мы не отказываемся от борьбы за Великую Польшу под влиянием террора Советской России и ее агентуры. "
В мае 1946 года подразделения Свободы и Независимости (WiN) совместно с отрядами Украинской повстанческой армии совершили нападение на Грубешов. Город был несколько часов в руках повстанцев, во время операции было убито 10 солдат НКВД, 2 члена ППР и 5 польских милиционеров. Повстанцы успешно отступили из города. Войска 5-го пехотного полка, дислоцированные в Грубешове, напрасно преследовали их. Одним из солдат, гнавшихся за ними, был поручик Войцех Ярузельский, будущий лидер коммунистов Польши, объявивший военное положение в 1981 году. В общей сложности членами АК было убито около 1000 военнослужащих Красной Армии. «Либерум вето» польского антикоммунистического вооружённого подполья оказалось неудачным, границы Польши, определённые «Большой тройкой», оказались неизменными, правительство в изгнании так и не вернулось в страну. Подпольщики и та часть польского населения, которая поддерживала антикоммунистическое подполье, ожидали скорого прибытия армии Андерса, однако генерал Андерс не появился, в  мае 1946 года министр иностранных дел Великобритании Эрнст Бевин издал приказ о роспуске польских подразделений британской армии. Война антисоветского и антикоммунистического вооружённого подполья закончилась поражением, антикоммунистическое вооружённое подполье было сломлено и разбито вследствие чего прекратило своё существование. Идея бойкота результатов Второй мировой войны провалилась. Политическое банкротство польского эмигрантского правительства, и его структур для многих поляков стало большим шоком.

### Возмездие
Наиболее масштабная карательная операция проводилась с 10 по 25 июня 1945 года в районе городов Сувалки и Августов. «Августовская облава» была совместной операцией войск РККА, НКВД, СМЕРШ при поддержке польских МОБ, гражданской милиции и Народного Войска Польского против бойцов антикоммунистического и антисоветского подполья. Советские войска также проводили операции на территории соседней Литвы. Более 2000 подозреваемых в участии в анти-коммунистическом Сопротивлении были схвачены и заключены в советские лагеря для интернированных. Около 600 «августовских пропавших», согласно некоторым предположениям, могли погибнуть в заточении на территории СССР, а их тела, скорее всего, были сожжены и захоронены в братских могилах на территории современной России. По словам представителей польского Института национальной памяти, «Августовская облава» была «самым тяжким преступлением, совершённым советской стороной на польской земле после Второй мировой войны».

## Организации антикоммунистического Сопротивления
В список наиболее известных подпольных организаций, занимавшихся партизанской войной, входят:
1. Армия Крайова (Armia Krajowa, AK) — основана 14 февраля 1942 года, официально распущена 19 января 1945 года, с 1943 года в её составе действовала организация «Независимость», (Niepodległość, NIE), которая сохраняла активность до 7 мая 1945 года.
2. Национальные вооружённые силы (Narodowe Siły Zbrojne, NSZ) — основаны 20 сентября 1942 года, раскололись в марте 1944 года, прекратили существование в 1947 году.
3. Свобода и Независимость (Wolność i Niezawisłość, WiN) — основана 2 сентября 1945 года, прекратила существование 28 декабря 1952 года.
4. Конспиративное Войско польское (Konspiracyjne Wojsko Polskie, KWP) — основано в апреле 1945 года, фактически разгромлено в 1948 году, отдельные группы действовали до 1954 года.
5. Гражданская Армия Крайова (Armia Krajowa Obywatelska, AKO) — основана в феврале 1945 года, обычно действовала на территории Белостокского воеводства, в конце 1945 года объединилась с организацией «Свобода и Независимость».
6. Представительство Вооружённых Сил в Польше[пол.] (Delegatura Sił Zbrojnych na Kraj, DSZ) — существовала с 7 мая по 6 августа 1945 года.
7. Польская армия на Родине[пол.] (Armia Polska w Kraju) — существовала в 1946—1947 годах в основном на территории Краковского воеводства[пол.].
8. Национальный воинский союз[пол.] (Narodowe Zjednoczenie Wojskowe, NZW) — основан в 1944—1945 годах,  отдельные группы действовали до 1956 года.
9. Движение сопротивления Армии Крайовой[пол.] (Ruch Oporu Armii Krajowej, ROAK) — существовало в 1945—1948 годах.
10. Великопольская независимая добровольческая группа «Охрана»[пол.] (Wielkopolska Samodzielna Grupa Ochotnicza (WSGO) «Warta»), существовала с 10 мая по 2 августа 1945 года в основном на территории Великой Польши.
11. Свобода и Справедливость[англ.] (Wolność i Sprawiedliwość, WiS), основана в начале 1950-х годов участниками организации «Свобода и Независимость», в основном действовала в Варшаве и Кракове.

## События
- Августовская облава

## Известные участники сопротивления и их судьбы
| - Майор Зыгмунт Шендзеляж («Лупашко») — арестован 30 июня 1948 года, казнён 8 февраля 1951 года. - Капитан Станислав Сойчиньский («Войнар», «Авр»,"Збигнев") — арестован 27 июня 1946 года, казнён 19 февраля 1947 года. - Капитан Генрик Глапиньский («Кинга») — арестован 14 сентября 1946 года, казнён 19 февраля 1947 года. - Полковник Владислав Линярский («Мщислав», «Ян») — арестован 31 июля 1945 года, освобождён в 1953 году. - Майор Мариан Бернацяк («Орлик», «Дымок») — застрелился при попытке задержания 24 июня 1946 года. - Бригадный генерал Август Эмиль Фильдорф («Ybk») - Хорунжий Ян Леонович («Бурта») — убит в перестрелке 9 февраля 1951 года. - Сержант Юзеф Франчак («Лялек») — убит в перестрелке 21 октября 1963 года. - Пору́чик Генрик Левчук («Молот») — в 1948 году эмигрировал, вернулся в Польшу в 1992 году. - Капитан Витольд Пилецкий («Витольд») |

## Память
- С 2011 года ежегодно 1 марта в Польше отмечается Национальный день памяти «отверженных солдат».

### В кино
- Пепел и алмаз